# 西浦上村
西浦上村（にしうらかみむら）は、長崎県西彼杵郡中部の内陸部にあった村。1938年（昭和13年）に小榊村、土井首村、小ヶ倉村とともに長崎市に編入された。
現在の長崎市西浦上地区にあたる。

## 地理
- 山：岩屋山、烏帽子岳、天竺山、帆場岳、前岳、火焼山、滑石峠
- 河川：木場川（浦上川）、岩屋川、三河川

## 沿革
江戸時代は幕府領の山里掛と淵掛、大村藩領の家野・木場（古場）・滑石・北・西の各村があり、これらを合わせて浦上村と称した。当村はこのうち大村藩領の地域にあたり、1872年（明治5年）に浦上村のうち浦上家野・浦上木場・滑石・浦上北・浦上西の各村が分離統合され、西浦上村となった。
- 1889年（明治22年）4月1日 - 町村制施行により、西彼杵郡西浦上村が単独村制にて発足。
- 1897年（明治30年）7月22日 - 九州鉄道長崎線（のち日本国有鉄道長崎本線）が開業し、当村域に道ノ尾駅[4]が設置される。
- 1938年（昭和13年）4月1日 - 小榊村、土井首村、小ヶ倉村とともに長崎市に編入し、西浦上村は自治体として消滅。

## 地名
郷を行政区域とする。西浦上村は1889年の町村制施行時に単独で自治体として発足したため、大字は無し。
- 岩屋郷
- 川平郷
- 木場郷（こば）
- 滑石郷（なめし）
- 西郷
- 西北郷（にしきた）
- 東北郷（ひがしきた）
- 三組川内郷
- 家野郷（よの）[5]

## 交通

### 鉄道
日本国有鉄道
- 長崎本線

（長与村） - 道ノ尾駅 - （長崎市）
現在、旧村域には道ノ尾駅のほか、長崎市編入後の1987年（昭和62年）より西浦上駅が設置されている。